# Ernst von Kauffmann
Ernst Ludvig Peter Christian von Kauffmann (født 1. december 1897 på Frederiksberg, død 18. august 1974 i København) var en dansk aktuar og bankdirektør.
Ernst von Kauffmann, der var søn af en grosserer, blev student fra Statsgymnasiet Schneekloths Skole i 1916 og læste derefter forsikringsvidenskab og statistikteori, som han tog embedseksamen i 1922 fra Københavns Universitet. Efter flere studenterjobs i blandt andet Forsikringsrådet og Pensionsforsikringsanstalten blev han som nyuddannet ansat som første sekretær i Landmandsbankkommissionen. I 1923 blev han fuldmægtig i Banktilsynet. I 1931 blev han inspektør af 1. grad og samme år formand for Forsikringsrådet, året efter underdirektør, medlem af direktionen i Kjøbenhavns Handelsbank og til slut direktør. Han trådte tilbage som direktør i 1952 efter at have giftet sig med Lillian von Kauffmann.
Han bidrog med forvaltningen af hendes formue og blev bestyrelsesformand for Øresunds chemiske Fabriker, Da-DeKo og Det Danske Mælke-Compagni, ligesom han deltog i forskelligt humanitært og kulturelt arbejde, herunder Landsforeningen mod børnelammelse, Handels- og Søfartsmuseet, Danmarks Naturfredningsforening og Civilforsvarsforbundet. Sidstnævnte var han præsident for 1966-1969.
Fra 1943 var han medlem af Akademiet for de tekniske Videnskaber.
Foruden at være ridder af Dannebrog var han dekokreret med flere udenlandske ordner. Han var optaget i Kraks Blå Bog.
Ernst von Kauffmann er begravet på Hellerup Kirkegård.